# Red Newman
Albert Edward „Red“ Newman (* 1887 in Dover; † 1952) war ein kanadischer Komiker und Sänger.

## Leben und Wirken
Newman wanderte in seiner Jugend nach Kanada aus und lebte in Swift Current, Saskatchewan. Er nahm als Soldat der kanadischen Armee in Frankreich am Ersten Weltkrieg teil wurde 1918 Mitglied von Mert Plunketts Vaudeville-Truppe The Dumbells. Er tourte mit der Gruppe ab 1919 durch die USA und Kanada und wirkte an mehreren Aufnahmen bei His Master’s Voice, darunter I'm a Daddy und Oh! Start the War Again mit.
1922 trennte er sich von den Dumbells und trat mit den Originals (einer Konkurrenzgruppe von ehemaligen Dumbells-Mitgliedern) in den Revuen Full O'Pep (1923) und Rapid Fire (1924) auf. Später kehrte er zu den Dumbells zurück. Nach deren Auflösung 1932 betrieb er ein Hotel in Wasage Beach. Sein Markenzeichen war ein Sketch, in dem er das Lied Oh, It's a Lovely War sang.